# Wagna
Wagna là một đô thị thuộc huyện Leibnitz trong bang Steiermark, nước Áo. Đô thị Wagna có diện tích 12,98 km², dân số cuối năm 2005 là 266 người.